# Ålborghus amt
Ålborghus amt (danska: Aalborghus Amt) var ett amt i norra Danmark. Amtet omfattade ett område mellan Limfjorden och Mariagerfjorden, på den norra delen av halvön Jylland. Utöver residensstaden Ålborg, omfattade det även städerna Løgstør och Nibe.

## Administrativ historik
Ålborghus amt bildades när Danmarks län ersattes av amt 1662 och ersatte då den del av det dåvarande slottslänet Ålborghus län som låg söder om Limfjorden.
Amtet upphörde i samband med amtsreformen 1793 då det, tillsammans med Mariagers amt och en del av Åstrups, Sejlstrups och Børglums amt (Kærs härad), blev en del av det då nybildade Ålborgs amt, som sedan i sin tur blev en del av Nordjyllands amt i samband med kommunreformen 1970. Sedan kommunreformen 2007 tillhör området Region Nordjylland.

## Härader
Ålborghus amt omfattade sex härader:
- Fleskums härad
- Hellums härad
- Hindsteds härad
- Hornums härad
- Slets härad
- Års härad